# アンフィニ (大阪府の企業)
アンフィニ株式会社（INFINI Co., Ltd.）は、かつて太陽光発電所事業や太陽光発電システムの製造販売などを手掛けていた日本の企業。

## 概要
1995年12月に設立。当初は防犯カメラなどセキュリティシステムの販売を手掛けていたが、2004年に親川智行の人脈を生かしてリサイクルされたシリコンウエハーの原料・製品を軸にした再生資源の販売事業を開始。2006年には太陽電池モジュールの開発にも着手した。2008年には太陽光発電機器事業に進出し、2010年には自社ブランドである「ジャパン・ソーラー」を展開すると同時に、中国のソーラーメーカーと提携した上で、中国に専用ラインを設置して生産を行っていた。その後も再生可能エネルギー固定価格買取制度の開始に伴う需要増を追い風に太陽光発電所の建設を進めていった。2017年3月位の売上は165億9765万円を記録し、一時は株式上場も視野に入れていた。
2017年7月には福島県楢葉町に太陽光モジュールなどの生産を行う福島工場の稼働を開始させた他、「Japan電力」のブランド名で新電力事業にも進出した。しかし、アメリカ政府による緊急輸入制限発動による影響を受けた他、2018年5月には中国政府による太陽光発電を抑制する政策を発表した事などから、安価な中国製太陽光パネルが流入したため、福島工場の稼働率が低下し、それに伴う大量在庫を抱えることになった。福島工場の建設が裏目に出る形となり、以降のアンフィニの業績は悪化していった。2019年3月期は4億円を超える営業赤字を計上した他、福島工場の建設に関しては補助金が投入されていたため、人員削減や工場の閉鎖は不可能となっていた。
このためアンフィニは経済産業省との交渉の末、人員を約20名にまで削減した他、2020年12月以降の電力市場高騰により電力調達コスト負担も経営悪化に拍車をかけ、2021年3月期の売上はに53億4677万円まで落ち込んだ他、14億2586万円の最終赤字となった。アンフィニは2021年9月30日に東京地方裁判所へ民事再生法適用を申請。同日付で監督命令を受けた。経済産業省は2021年11月11日に再生可能エネルギー特別措置法に基づいて、不足インバランス料金が未払であるとして公表処置を行った。
アンフィニはスポンサーを見つけた上で再建を図るとしていたが、電力販売契約は2022年2月14日に株式会社ファラデーへ、小売電気事業は翌2月15日に株式会社Japan電力へそれぞれ譲渡された。しかし、太陽光発電関連製品・商品の製造販売事業において、再生計画を策定するにあたって必要な弁済原資を確保できるだけのスポンサーを選定できず、再建計画策定が不可能となった事から、福島工場の従業員は2022年4月12日付で解雇された他、同年4月13日に東京地方裁判所から民事再生手続廃止決定を受け、同年5月10日に東京地方裁判所から破産手続開始決定を受けた。負債総額は86億8764万円。
アンフィニは2023年6月20日に法人格が消滅した。

## 事業所
- 本社 - 大阪府大阪市浪速区湊町1丁目4番38号 近鉄新難波ビル10階
- 堺本店 - 大阪府堺市堺区熊野町東1丁1番2号 JS堺大小路ビル4階
- 福島工場 - 福島県双葉郡楢葉町下繁岡北谷地16番地